# Microtus anatolicus
Microtus anatolicus és una espècie de mamífer rosegador de la família dels cricètids. És endèmic de les estepes de l'Anatòlia Central (Turquia). El seu hàbitat natural són les zones de sòl alcalí sec amb plantes halòfites disperses. Està amenaçat per la conversió del seu hàbitat en camps de conreu de remolatxa sucrera i l'ús de rodenticides.